# 파울루 엔히키 간수
파울루 엔히키 샤가스 지 리마(포르투갈어: Paulo Henrique Chagas de Lima, 1989년 10월 12일 ~ )는 파울루 엔히키 간수(포르투갈어: Paulo Henrique Ganso) 또는 간수(Ganso)로 잘 알려진 브라질의 축구 선수이다.

## 국가대표 경력
- 2011 코파 아메리카
- 2012 하계 올림픽
- 2016 코파 아메리카 센테나리오

## 수상

#### 산투스
- 캄페오나투 파울리스타 : 2010, 2011, 2012
- 코파 두 브라실 : 2010
- 코파 리베르타도레스 : 2011
- 레코파 수다메리카나 : 2012

#### 상파울루
- 코파 수다메리카나 : 2012

#### 플루미넨시
- 타사 과나바라 : 2022, 2023
- 캄페오나투 카리오카 : 2022, 2023
- 코파 리베르타도레스 : 2023
- 레코파 수다메리카나 : 2024

#### 브라질
- 하계 올림픽 은메달 : 2012

### 개인
- 볼라 지 프라타 : 2014
- 남아메리카 올해의 팀 : 2011
- 캄페오나투 파울리스타 올해의 팀 : 2010, 2012
- 코파 두 브라실 최우수 선수 : 2010